# Trzecie oko

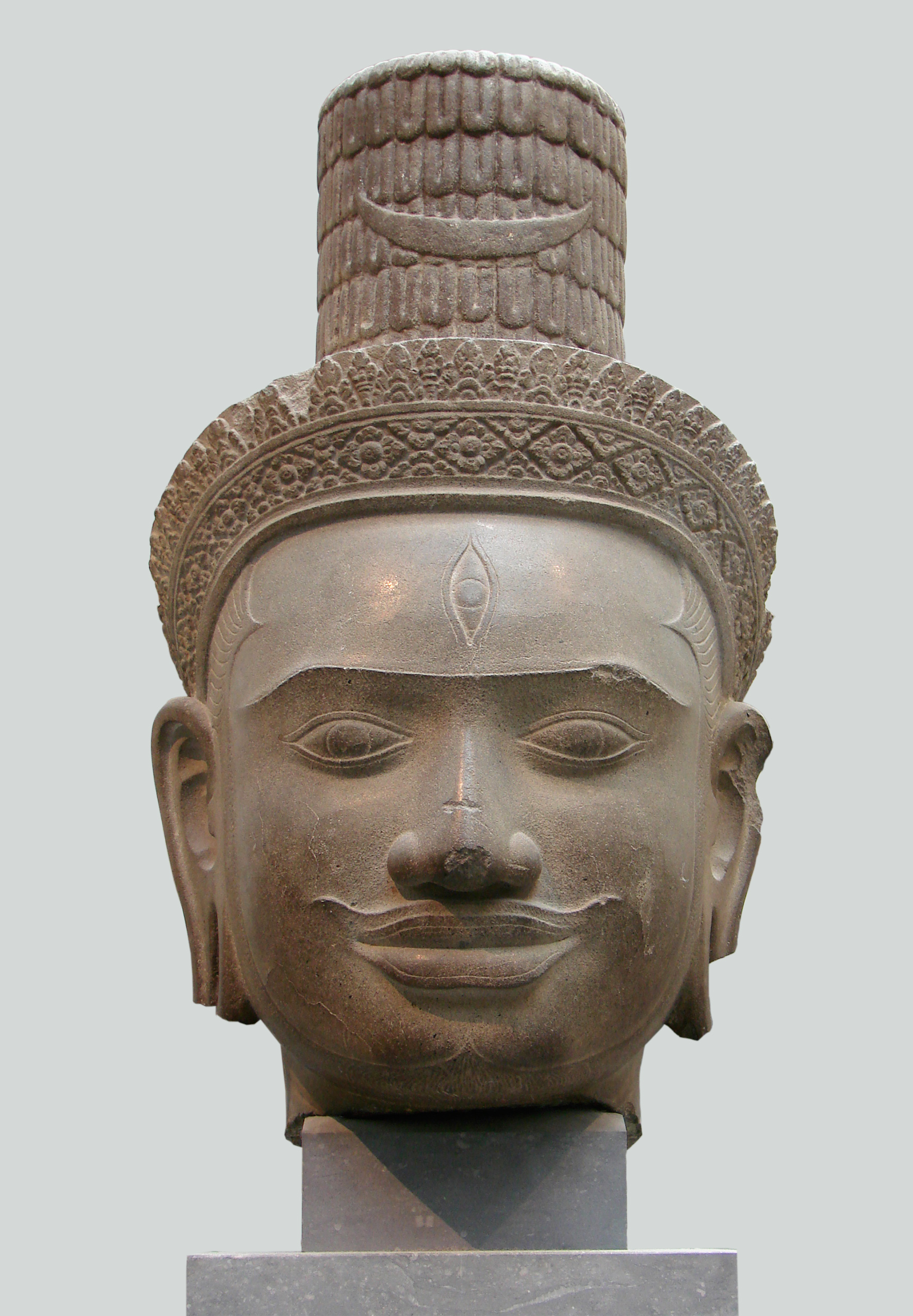
Głowa Śiwy

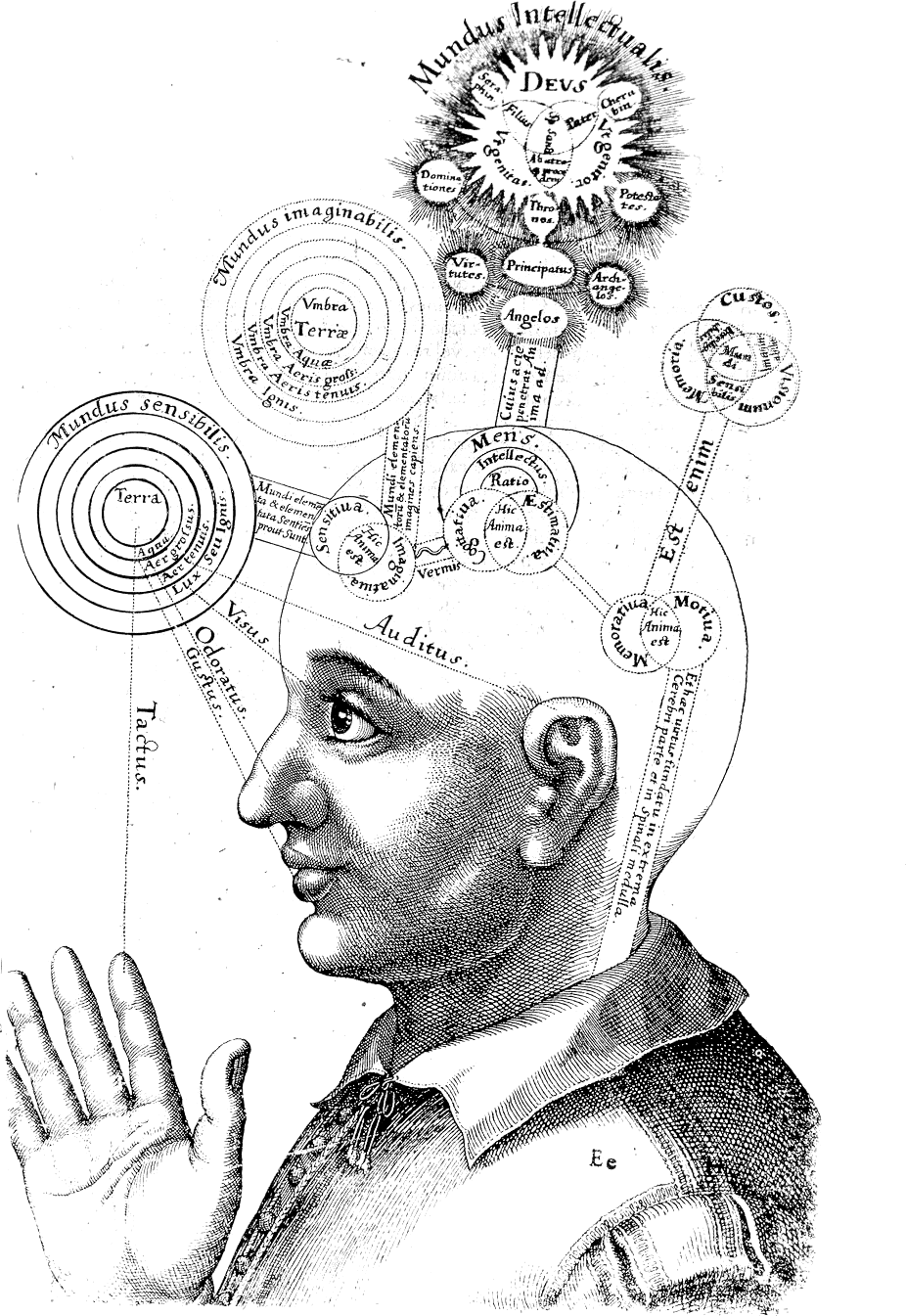
Ilustracja „trzeciego oka”. Autor Robert Fludd

Trzecie oko (znane również jako oko wewnętrzne) – koncepcja w hinduskiej metafizyce i ezoteryce, nawiązująca do pojęcia ćakry o nazwie adźńa – znajdującej się na czole pomiędzy brwiami. Jest bramą prowadzącą do innych rzeczywistości i przestrzenią wyższej świadomości. W duchowości New Age trzecie oko symbolizuje stan oświecenia lub obraz stanu umysłu mający głęboko-osobiste duchowe lub parapsychologiczne znaczenie.